# FSV Blau-Weiß Stadtilm
Der FSV Blau-Weiß 90 Stadtilm ist ein deutscher Fußballverein aus Stadtilm im Ilm-Kreis. Heimstätte der Thüringer ist das Stadion „Hinterm Schloss“. Der Verein steht in der Tradition des SC 1911 Stadtilm.

## Verein
Blau-Weiß Stadtilm wurde 1911 unter der Bezeichnung SC Stadtilm gegründet. Auf sportlicher Ebene agierte der Club bis 1945 im Verband Mitteldeutscher Ballspiel-Vereine, in welcher sich Stadtilm in der Spielzeit 1930/31 für die Mitteldeutsche Endrunde qualifizierte. In seiner einzigen Endrundenteilnahme setzte sich der SCS in der ersten Runde mit 2:1 gegen die SpVgg Zella-Mehlis 06 durch, unterlag aber im Anschluss Preußen Bad Langensalza deutlich mit 0:4. In der Folgezeit spielte der SC Stadtilm keine Rolle im mitteldeutschen Fußball mehr, etwaige Teilnahmen an der Gauliga Mitte fanden nicht statt.
1945 wurde der Club aufgelöst und als SG Stadtilm neu gegründet. Ab 1950 trat das ortsansässige Gelenkwellenwerk Stadtilm als Trägerbetrieb auf, die SG fungierte in der Folgezeit als BSG Motor Stadtilm. Sportlich spielte die BSG Motor Stadtilm im höherklassigen DDR-Fußball keine Rolle, zwischen den 1950er und 1970er Jahren agierte sie aber für wenige Spielzeiten in der drittklassigen Bezirksliga Erfurt.
1990 vollzog die BSG eine Umbenennung in FSV Blau-Weiß 90 Stadtilm. Der Verein spielt seither ausnahmslos im regionalen Bereich. 2015 gelang der Aufstieg in die siebtklassige Landesklasse Thüringen, Staffel 1. 2017 zog Stadtilm seine Männermannschaft wegen Spielermangels zurück, 2022 fing sie in der 1. Kreisklasse wieder an.

## Statistik
- Teilnahme Endrunde Mitteldeutsche Meisterschaft: 1930/31
- Teilnahme Bezirksliga Erfurt: 1958, 1959, 1960, 1970/71